# Hemsjön (Gryts socken, Östergötland)
Hemsjön är en sjö i Valdemarsviks kommun i Östergötland och ingår i Söderköpingsån-Vindåns kustområde. Sjön har en area på 0,339 kvadratkilometer och ligger 22,1 meter över havet.

## Delavrinningsområde
Hemsjön ingår i det delavrinningsområde (645569-155198) som SMHI kallar för Utloppet av Gåsen. Medelhöjden är 42 meter över havet och ytan är 21,33 kvadratkilometer. Det finns inga avrinningsområden uppströms utan avrinningsområdet är högsta punkten. Avrinningsområdets utflöde mynnar i havet. Avrinningsområdet består mestadels av skog (80 procent). Avrinningsområdet har 1,1 kvadratkilometer vattenytor vilket ger det en sjöprocent på 5,2 procent.